# Mateševo
Mateševo (cyr. Матешево) – wieś w Czarnogórze, w gminie Kolašin. W 2011 roku liczyła 68 mieszkańców.